# San Isidro Vista Hermosa, Puebla
San Isidro Vista Hermosa är en ort i Mexiko.   Den ligger i kommunen Santiago Miahuatlán och delstaten Puebla, i den sydöstra delen av landet, 210 km sydost om huvudstaden Mexico City. San Isidro Vista Hermosa ligger 1 754 meter över havet och antalet invånare är 3 171.
Terrängen runt San Isidro Vista Hermosa är huvudsakligen kuperad, men västerut är den platt. Runt San Isidro Vista Hermosa är det ganska tätbefolkat, med 83 invånare per kvadratkilometer. Närmaste större samhälle är Tehuacán, 5,0 km söder om San Isidro Vista Hermosa. I omgivningarna runt San Isidro Vista Hermosa växer huvudsakligen savannskog.